# Hoover (film)
Hoover è un film statunitense del 2000 diretto da Rick Pamplin. Si tratta di un film biografico interpretato da Ernest Borgnine nella parte di J. Edgar Hoover.

## Produzione
Il film, diretto da Rick Pamplin, fu sceneggiato e prodotto da Robert W. Fisher e  dallo stesso Pamplin per la Pamplin-Fisher Company.

## Distribuzione
Il film è stato distribuito negli Stati Uniti dal 25 dicembre 2000.